# Прибрежный регион (Камерун)
Прибрежный регион (англ. Littoral Region, фр. Région du Littoral) — одна из 10 административных единиц Камеруна высшего (первого) уровня. Административный центр — город Дуала. До 2008 года Прибрежный регион назывался Прибрежной провинцией (англ. Littoral Province, фр. Province du Littoral). Находится в западной части Камеруна. Прибрежный регион граничит с: Западным регионом (на севере), Южным регионом (на юге), Центральным регионом (на востоке), Юго-Западным регионом (на западе) и омывается Биафрским заливом на юго-западе.

## Административное деление
Административно Прибрежный регион подразделён на 4 департамента:
| Карта | Карта          | Название департамента | Оригинальное название (фр. ) | Площадь (км2)    | Адм. центр              |
| ----- | -------------- | --------------------- | ---------------------------- | ---------------- | ----------------------- |
|       | __             | Мунго                 | Moungo                       | 3 723            | Нконгсамба (Nkongsamba) |
| __    | Нкам           | Nkam                  | 6 291                        | Ябасси (Yabassi) |                         |
| __    | Санага-Маритим | Sanaga-Maritime       | 9 311                        | Эдеа (Edéa)      |                         |
| __    | Вури           | Wouri                 | 923                          | Дуала (Douala)   |                         |
|       | Всего          |                       | 20 248                       |                  |                         |